# Улиграх, Богдан
Богдан Улиграх (чеш. Bohdan Ulihrach; родился 23 февраля 1975 года в Колине, Чехословакия) — чешский профессиональный теннисист и тренер.
- Финалист Командного кубка мира (1996) в составе национальной сборной Чехии.
- Победитель 3 турниров ATP в одиночном разряде.

## Общая информация
Богдан впервые взял ракетку в руки в 6 лет; после нескольких лет участия в различных юниорских турнирах он в 14 лет начинает заниматься в одном из пражских теннисных клубов.
Любимое покрытие — грунт.

## Спортивная карьера

### Личные турниры
Улиграх начал свою профессиональную карьеру в 1992 году, сыграв несколько турниров серии ITF Satellites в Европе. Сравнительно быстро чех стал регулярно одерживать победы на подобных соревнованиях, периодически добираясь до финальных матчей как в одиночном, так и в парном разряде. Уже через год он впервые пробует себя на следующем уровне мужских соревнований — турнирах ATP Challenger. Первый опыт оказывается не слишком удачным, но достаточным, чтобы молодому дарованию предоставили шанс сыграть отборочный турнир пражского соревнования основного тура ATP. Богдан пользуется возможностью и выигрывает свою группу. В основе продолжить победную поступь не удаётся.
В 1993-94 годах за счёт выступлений на «челленджерах» чех постепенно поднимается в рейтинге, уверенно входя к сезону-1994 в число двухсот сильнейших одиночных теннисистов мира. В этом же году приходит первый титул на подобном уровне: в июле Богдан выигрывает соревнование в Оберштауфене, начав борьбу с квалификации. Через год прогресс результатов Улиграха нарастаёт всё стремительнее: в первой половине года он по-прежнему играет «челленджеры», но параллельно всё удачнее удаётся проводить и более статусные турниры: в апреле, на турнире в Оэйраше, он впервые выигрывает матч в основе соревнований основного тура ATP; в мае он проходит два круга на турнире серии Masters в Риме. Итогом подобных выступлений стало вхождение в сотню сильнейших теннисистов одиночного рейтинга и место в основной сетке Roland Garros — его первого турнира Большого шлема. В июне локальные победы преобразуются в серию, позволяя Улиграху впервые выйти в финал соревнования основного тура ATP: в Санкт-Пёльтене он уступает титульный матч Томасу Мустеру. Через несколько месяцев он отыгрывается за эту неудачу, выиграв домашний турнир в Праге. Осенью бурный рост профессионального мастерства молодого теннисиста отмечен тренерами команды Чехии в Кубке Дэвиса: Богдан приглашён на матч со сборной Зимбабве. Год завершается серией турниров в Латинской Америке, где чех выигрывает свой второй в сезоне титул. Прогресс Улиграха в 1995 году позволил ему отыграть в рейтинге более сотни позиций и закончить сезон в числе тридцати сильнейших теннисистов мира.
В дальнейшем результаты чеха стабилизируются: продолжить подъём в рейтинге не удаётся и он закрепляется во второй половине первой полусотни одиночной классификации. В рамках отдельных матчей он остаётся грозной силой, регулярно обыгрывая многих соперников, стоящих выше него в рейтинге. В 1997 году ему удаётся громко напомнить о себе, дойдя до финала турнира старшей серии в Индиан-Уэллсе и обыграв по ходу тогдашнюю первую ракетку мира Пита Сампраса. Подобные успехи, впрочем, носили весьма редкий характер и Богдан довольно быстро опускался на свой обычный уровень.
В 1999—2000 годах из-за серии травм Улиграх утрачивает былые результаты, а пропуск нескольких месяцев отбрасывает его из пределов первой сотни рейтинга. Чех, впрочем, достаточно быстро возвращает утерянные позиции, хотя некоторое время приходится поиграть «челленджеры» и квалификации соревнований базовой категории основного тура ATP. На этом пути чеху удаётся блеснуть не только на любимом грунтовом покрытии, но и на харде: совершив рейд из квалификации он доходит до титульного матча турнира в Дохе. Локальные подъёмы сменяются такими же спадами, но в 2003 году Богдан попал в неприятную ситуацию при сдаче допинг-проб: специалисты ВАДА, проверив его анализы, нашли в них запрещённые препараты. После полугодичной тяжбы юристы чеха и попавшего в эти же сроки в похожую ситуацию Грега Руседски смогли доказать, что запрещённую субстанцию содержал официально разрешённый ATP препарат. Улиграх был оправдан.
Откатившись за время простоя из пределов даже Top200 Богдан вновь начал свой прорыв к вершинам: пользуясь опцией защищённого рейтинга он постепенно возвращается в Top100, но на былой уровень выйти так и не удаётся: лишь изредка он проявляет себя в былом виде на турнирах основного тура ATP, в основном играя «челленджеры». Вскоре чех вновь погружаётся в глубины рейтинга, через некоторое время даже потеряв право рейгулярно игать квалификации на турнирах Большого шлема. В июне 2007 года он последний раз сыграл его основную сетку — на Уимблдоне, а 11 месяцев спустя последний раз появившись и в отборе — во Франции. Поиграв некоторое время «челленджеры» Улиграх принял решение завершить карьеру игрока и попробовать себя в роли тренера.

### Карьера в сборной
За свою карьеру чех представлял Чехию в Кубке Дэвиса и Командном кубке мира. В первом соревновании Улиграх впервые сыграл в 1995 году, в матче первого круга Мировой группы со сборной Зимбабве. В течение следующих восьми лет, Богдан сыграл в этом турнире в десяти матчевых встречах: каждый раз капитан команды использовал его только в одиночных встречах. Чех поучаствовал в восемнадцати играх, в одиннадцати из которых победил. Во втором турнире Улиграх играл дважды (в 1996 и 1997 годах), выиграл лишь одну встречу (правда у тогдашней первой ракетки мира Пита Сампраса). В том же 1997 году, когда Богдан обыграл американца, чехи дошли до финала этого турнира.

## Рейтинг на конец года
| Год  | Одиночный рейтинг | Парный рейтинг |
| 2008 | 338               |                |
| 2007 | 164               |                |
| 2006 | 349               | 562            |
| 2005 | 285               | 678            |
| 2004 | 86                | 594            |
| 2003 | 246               | 314            |
| 2002 | 75                | 1004           |
| 2001 | 32                |                |
| 2000 | 76                |                |
| 1999 | 107               | 1084           |
| 1998 | 33                |                |
| 1997 | 34                | 438            |
| 1996 | 41                | 356            |
| 1995 | 28                |                |
| 1994 | 142               |                |
| 1993 | 472               |                |

## Выступления на турнирах

### Выступление в одиночных турнирах

#### Финалы турнировATPв одиночном разряде (9)

##### Победы (3)
| Легенда                       |
| ----------------------------- |
| Турниры Большого шлема (0)    |
| Masters Cup (0)               |
| Masters Series (0)            |
| International Series Gold (0) |
| International Series (3)      |

| Титулы по покрытиям | Титулы по месту проведения матчей турнира |
| ------------------- | ----------------------------------------- |
| Хард (0)            | Зал (0)                                   |
| Грунт (3)           | Зал (0)                                   |
| Трава (0)           | Открытый воздух (3)                       |
| Ковёр (0)           | Открытый воздух (3)                       |

| №  | Дата           | Турнир              | Покрытие | Соперник в финале   | Счёт       |
| 1. | 6 августа 1995 | Прага, Чехия        | Грунт    | Хавьер Санчес       | 6-2 6-2    |
| 2. | 5 ноября 1995  | Монтевидео, Уругвай | Грунт    | Альберто Берасатеги | 6-2 6-3    |
| 3. | 2 августа 1998 | Умаг, Хорватия      | Грунт    | Магнус Норман       | 6-3 7-6(0) |

##### Поражения (6)
| №  | Дата          | Турнир                 | Покрытие | Соперник в финале   | Счёт            |
| 1. | 25 июня 1995  | Санкт-Пёльтен, Австрия | Грунт    | Томас Мустер        | 3-6 6-3 1-6     |
| 2. | 5 мая 1996    | Прага, Чехия           | Грунт    | Евгений Кафельников | 5-7 6-1 3-6     |
| 3. | 19 марта 1997 | Индиан-Уэллс, США      | Хард     | Майкл Чанг          | 6-4 3-6 4-6 3-6 |
| 4. | 4 мая 1997    | Прага, Чехия (2)       | Грунт    | Седрик Пьолин       | 2-6 7-5 6-7(4)  |
| 5. | 7 января 2001 | Доха, Катар            | Хард     | Марсело Риос        | 3-6 6-2 3-6     |
| 6. | 15 июля 2001  | Бостад, Швеция         | Грунт    | Андреа Гауденци     | 5-7 3-6         |

### Командные турниры

#### Финалы командных турниров (1)

##### Поражения (1)
| №  | Год  | Турнир               | Команда                             | Соперник в финале             | Счёт в финале |
| -- | ---- | -------------------- | ----------------------------------- | ----------------------------- | ------------- |
| 1. | 1996 | Командный кубок мира | Чехия · Д.Вацек, П.Корда, Б.Улиграх | Швейцария · М.Россе, Я.Хласек | 1-2           |

## История выступлений на турнирах

### Одиночные турниры
| Турнир                 | 1995  | 1996  | 1997  | 1998  | 1999  | 2000  | 2001  | 2002  | 2003  | 2004  | 2005  | 2007  | 2008  | Итог   | В/П за карьеру |
| ---------------------- | ----- | ----- | ----- | ----- | ----- | ----- | ----- | ----- | ----- | ----- | ----- | ----- | ----- | ------ | -------------- |
| Турниры Большого Шлема |       |       |       |       |       |       |       |       |       |       |       |       |       |        |                |
| Australian Open        | -     | 2Р    | 1Р    | -     | 4Р    | -     | 2Р    | 1Р    | -     | 2Р    | 2Р    | -     | -     | 0 / 7  | 7-7            |
| Roland Garros          | 2Р    | 3Р    | 2Р    | 3Р    | 4Р    | 2Р    | 3Р    | 1Р    | -     | 1Р    | -     | 2Р    | К     | 0 / 11 | 17-11          |
| Уимблдон               | 1Р    | 3Р    | -     | 2Р    | 1Р    | 1Р    | 1Р    | 1Р    | -     | 1Р    | 1Р    | 1Р    | -     | 0 / 10 | 6-10           |
| US Open                | 2Р    | 2Р    | 2Р    | 2Р    | 1Р    | 1Р    | 1Р    | 1Р    | 2Р    | -     | -     | -     | -     | 0 / 9  | 5-9            |
| Итог                   | 0 / 3 | 0 / 4 | 0 / 3 | 0 / 3 | 0 / 4 | 0 / 3 | 0 / 4 | 0 / 4 | 0 / 1 | 0 / 3 | 0 / 2 | 0 / 2 | 0 / 1 | 0 / 37 |                |
| В/П в сезоне           | 2-3   | 6-4   | 2-3   | 4-3   | 6-4   | 1-3   | 3-4   | 0-4   | 1-1   | 1-3   | 1-2   | 7-2   | 1-1   |        | 39-37          |